# 2942 Cordie
2942 Cordie (1932 BG) là một tiểu hành tinh vành đai chính được phát hiện ngày 29 tháng 1 năm 1932 bởi Reinmuth, K. ở Heidelberg.